# Битва при Газни (1151)
Би́тва при Га́зни произошла в 1151 году между гуридской армией Ала ад-Дина Хусейна и армией газневидского султана Бахрам-шах ибн Масуда. Правитель гуридов разбил армию Бахрам-шаха, захватил город и разрушил его в отместку за казнь своего брата Кутб ад-Дина в 1149 году.